# Стадіон Війська Польського
Стадіон Війська Польського імені маршала Юзефа Пілсудського (пол. Stadion Wojska Polskiego imienia Marszałka Józefa Piłsudskiego) —  футбольний стадіон у Варшаві, Польща. Збудований протягом 1927—1930 років і урочисто відкритий 9 серпня 1930 року товариським матчем між господарем стадіону «Легією» та іспанською «Європою» (Барселона), який закінчився результативною нічиєю 1-1.
Спонсорська назва у 2011—2014 роках — Pepsi Arena.
У зв'язку із неможливістю проведення матчів єврокубків в Україні через російське вторгнення матчі Ліги чемпіонів і Ліги Європи УЄФА у сезоні 2022/2023 на цьому стадіоні проводив донецький «Шахтар».

## Галерея

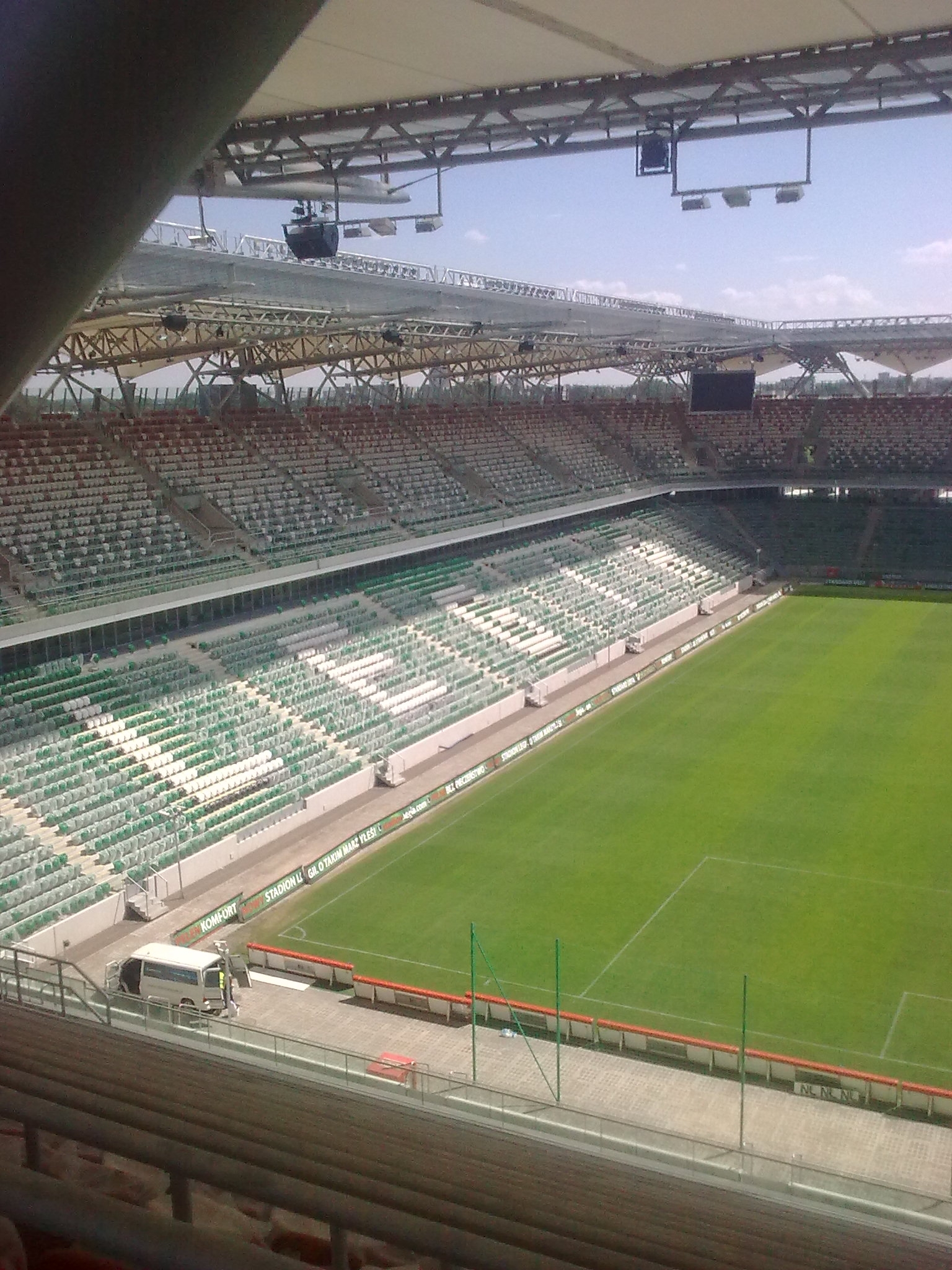
Стадіон Війська Польського
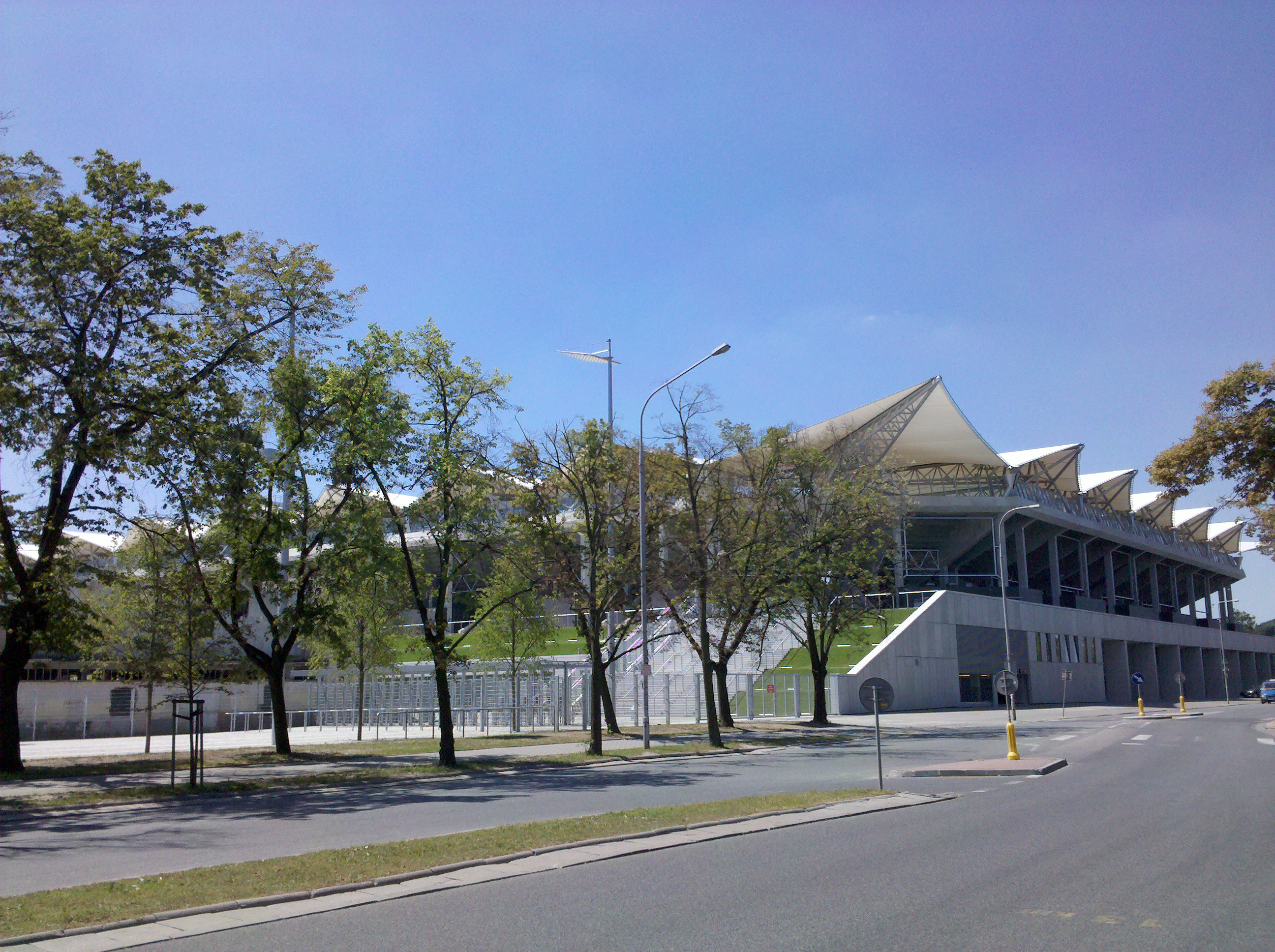
вигляд з вулиці Лазенковскої